# Du fährst zu oft nach Heidelberg und andere Erzählungen
Der Band Du fährst zu oft nach Heidelberg und andere Erzählungen von Heinrich Böll erschien im Februar 1979 im Lamuv Verlag in Bornheim-Merten. Die 18 Kurzgeschichten dieser Sammlung waren bereits ab 1947 – zumeist in Zeitungen und auch als Hörfunkfassung – publiziert worden.

## Inhalt
In runden Klammern ist das Jahr der Erstveröffentlichung angegeben.
Aus der „Vorzeit“ (1947) verdeutlicht, wie der Mensch auf dem Kasernenhof verhöhnt wird. Es handelt sich bei diesem Text um von einer Zeitungsredaktion ausgewählte Partikel einer längeren Erzählung (Vor der Eskaladierwand). Den Titel, den die Redaktion für den Erstdruck wählte, hielt Böll für völlig unpassend.
Der Angriff (1947) veranschaulicht am Beispiel der Infanterie die Unmenschlichkeit des Krieges. Ein junger, unerfahrener Soldat stirbt während des Sturmangriffs vor Angst an Herzversagen.
Aschermittwoch (1951)
Ein Mann hat seine Frau verlassen. Nun kommt er abgebrannt heim, holt sich von seiner Frau, die in ganz einfachen Verhältnissen lebt, Geld und macht sich rasch aus dem Staube.
Wiedersehn mit dem Dorf (1951)
Nach dem Kriege ist in jenem Dorf fast alles so wie früher. Nur, einige Fremde ruhen jetzt auf dem Friedhof, während einige der ehemaligen Dorfbewohner in der Fremde ruhen.
Besichtigung (1951)
Ein Heimkehrer geht durch die ruinierte Kirche seines Heimatortes. Darin entdeckt er zwischen den Trümmern frische Blumensträuße, und aus der offenbar heil gebliebenen Krypta dringt der Gesang einiger weniger Gläubiger.
Husten im Konzert (1952)
Der Erzähler lässt sich von seinem Vetter während des Konzertbesuches zu einem Hust-Konzert verleiten.
Die Decke von damals (1952)
Was die Handwerker auch immer mit der Zimmerdecke des Erzählers anstellen – die alten Flecken kommen immer wieder durch.
Meines Bruders Beine (1953)
Als der Erzähler seinem Bruder, einem erfolgreichen Fußballer, mangelnde Intelligenz vorwirft, wird er von diesem Beinarbeiter in die Armut entlassen.
Die Kunde von Bethlehem (1954)
Böll bietet eine moderne Variante der Vorgeschichte des betlehemitischen Kindermordes.
Der Geschmack des Brotes (1954)
Eine Nonne ängstigt sich vor einem hungernden Ankömmling. Dieser will aber lediglich von den vielen Broten aus ihrem Schrank essen.
Bis daß der Tod Euch scheidet (1976)
Wenn die Liebe in einer Beziehung stirbt: Eine gerade geschiedene Ehebrecherin, Mutter eines kleinen Jungen, wird wie eine „Nutte“ behandelt.
Höflichkeit bei verschiedenen unvermeidlichen Gesetzesübertretungen (1977)
In der humorvollen Satire wird erzählt von einer „höflichen Bankräuberin“, die sich nicht an die Spielregeln bei Banküberfällen hält, und von einer Fahnenflucht in Friedenszeiten.
Du fährst zu oft nach Heidelberg (1977)
Ein Politikum: Die berufliche Karriere des in jeder Hinsicht mustergültigen Helden wäre unaufhaltsam, wenn er nicht einen Makel hätte. Er fährt zu oft nach Heidelberg und betreut dort an der Uni Exil-Chilenen. Der Plot basiert auf Mitteilungen des Heidelberger Grafikers Klaus Staeck, dem Böll die Geschichte gewidmet hat.
Der Husten meines Vaters (1977)
Der Erzähler hat den Verlegenheitshusten seines 1930 pleitegegangenen Vaters geerbt und führt nun mit seinem einjährigen Enkel kluge Hustendialoge.
Geständnis eines Flugzeugentführers (1977)
Der Linienflug Leningrad–Kopenhagen findet in dieser Satire ohne den Entführer statt. Der sowjetische Ankläger spricht sich für eine maßvolle Bestrafung des gescheiterten „bewaffneten“ Flugzeugentführers aus.
Rendezvous mit Margret oder: Happy-End (1978)
Anlässlich einer Beerdigung trifft ein Devotionalienhändler ehemalige Mitschüler und die Jugendfreundin Margret. Wehmütig gedenkt er seines gefallenen Bruders Josef und blickt dem Ende des Beisammenseins mit Erleichterung entgegen.
Deutsche Utopien I für Helmut Gollwitzer, den Unermüdlichen (1978) und Deutsche Utopien II für Grieshaber (1979) sind beinahe überzogene Satiren auf einige bundesdeutsche Köpfe und den Zeitgeist in den 1960er- und 1970er-Jahren.

## Rezeption
- Diese Geschichten sind ein kleiner „Querschnitt aus Heinrich Bölls erzählerischem Schaffen“.[5]
- In der Titelgeschichte wird die „Profitgesellschaft“, die nur beruflichen Erfolg anerkennt, karikiert.[6]
- Die Erzählung Aus der „Vorzeit“ liefere auch noch die eigene Interpretation mit.[7]
- Jurgensen[8] rechnet die ersten zehn Geschichten dieser Sammlung dem Frühwerk des Autors zu. Bei den letzten acht Geschichten gehe es mehr um „politische Mißstände“.[9]
- Jurgensen[10] weist anhand der Erzählung Bis daß der Tod Euch scheidet kurz auf „Sprachkollusionen“ [Verdunkelung, Verschleierung] im Spätwerk Bölls hin: Die Todesarten sind im Spätwerk ganz anders gemeint als deren direkte Beziehung zum Tod im Frühwerk.